# Txibijek
Txibijek (en rus, Чибижек) és un poble (un possiólok) del krai de Krasnoiarsk, a Rússia, i que l'any 2017 tenia 142 habitants. Pertany al districte de Kuràguino.